# Alberto Numa Laplane
Alberto Numa Laplane (San Antonio Oeste, 10 de septiembre de 1924-Buenos Aires, 18 de junio de 1988) fue un militar argentino que fue comandante general del Ejército entre mayo y agosto de 1975 durante el gobierno de María Estela Martínez de Perón, en el marco del denominado tercer peronismo.

## Carrera

### Primeros años
Alberto Numa Laplane ingresó al Colegio Militar de la Nación en 1942, un año después de terminar sus estudios secundarios. Egresó de dicha academia de formación militar en el mes de diciembre de 1945 como subteniente de Infantería, en la Promoción 73.
Durante 1963, cuando ostentaba la jerarquía de teniente coronel, se desempeñó como jefe del Regimiento de Infantería Paracaidista 2 General Balcarce. Posteriormente, a fines de 1963, fue destinado al Regimiento de Patricios, donde se desempeñó como jefe de la mencionada unidad hasta el año 1965.
Entre 1969 y 1970, fue director de la Escuela de Infantería.

### Llegada al generalato
en 1967 con el grado de Coronel su destino fue jefe de Departamento de la jefatura IV Logística ; Apoyo y Evaluación Financiera en el EMGE ( Estado Mayor General del Ejército ) hoy Ministerio de Defensa.
Ya a mediados de la década de 1970 comenzó a prestar servicios dentro del generalato, antes de su ascenso como comandante general del Ejército fue comandante del I Cuerpo de Ejército ostentando la jerarquía de general de división.

### Arribo a la Comandancia del Ejército Argentino

Numa Laplane junto con María Estela Martínez de Perón, José López Rega y Adolfo Savino en mayo de 1975, en la Casa Rosada.

La imagen de Alberto Numa Laplane estaba asociada al entorno del cuestionado ministro de Bienestar Social José López Rega, versión que habría instalado el jefe de la Armada Emilio Massera. Cuando fue nombrado al frente del ejército en reemplazo del teniente general Leandro Anaya el 13 de mayo de 1975, intentó despegarse de la imagen de López Rega al reunirse con los senadores de la Unión Cívica Radical Raúl Zarriello y Carlos Perette. Además, Laplane ordenó al Regimiento de Granaderos a Caballo la desarticulación de una custodia paralela que funcionaba en la Quinta presidencial de Olivos a las órdenes de López Rega.
Durante su mandato al frente del Ejército, la cúpula castrense quedó conformada por el almirante Emilio Eduardo Massera, titular de la Armada de la República Argentina, y por el brigadier general Héctor Luis Fautario, titular de la Fuerza Aérea Argentina.
El breve mandato del teniente general Alberto Numa Laplane al frente del Ejército se debió en parte a que este era partidario de que el Ejército fuera exclusivamente profesional, es decir, que no interviniese en los asuntos políticos. Mientras que la mayoría de los altos mandos de las Fuerzas Armadas optaban por el profesionalismo prescindente, optaban por el intervencionismo de los militares en asuntos políticos. Laplane había hecho explícita su postura en un discurso pronunciado a poco de asumir que fue reproducido por los medios de prensa:

Todavía hay argentinos que no se han convencido de la firme determinación de no prestarnos más al juego de salir de los carriles constitucionales: esto sólo serviría para sumir al país en un caos que le entregaría inerme en manos de sus enemigos.
Tte. Gral. Alberto Numa Laplane, comandante del Ejército Argentino, 29 de mayo de 1975.

### Caída
La caída de Numa Laplane se precipitó cuando el 23 de agosto encontraron en Rosario el cadáver lacerado del coronel Argentino del Valle Larrabure, y que en su velorio Numa Laplane reiterara la tesis del profesionalismo integrado de las Fuerzas Armadas, hecho que enfureció a la mayoría de los altos mandos que optaban por medidas reaccionarias. El golpe final ocurrió cuando los comandantes de cuerpo como Roberto Eduardo Viola, y Guillermo Suárez Mason, enviaron el día 26 de agosto de 1975 telegramas al Ministerio de Defensa exigiendo el pase a retiro de Alberto Numa Laplane.
Finalmente, un día después, el teniente general Alberto Numa Laplane pasaría a retiro y en su lugar fue ocupado por quien era jefe del Estado Mayor Conjunto de las Fuerzas Armadas, el general de brigada Jorge Rafael Videla, quien fue ascendido posteriormente a la jerarquía de teniente general.

## Opinión sobre el Proceso de Reorganización Nacional
El general Laplane, identificado con una concepción profesional de las Fuerzas Armadas, se manifestó marcadamente crítico del Proceso de Reorganización Nacional, la dictadura comandada por el mismo Videla que derrocó al gobierno constitucional de María Estela Martínez de Perón el 24 de marzo de 1976.
En noviembre de 1982 Laplane brindó una conferencia en Neuquén donde acusó al Proceso de imponer un programa económico destinado a «llevar al país a un estado pastoril, con 15 millones de habitantes y 50 % de analfabetos». Cuestionó asimismo los intentos de asegurar la injerencia de las FF. AA. en un futuro gobierno constitucional —«convertirlas en un cuarto poder que nada tiene que ver ni con la democracia ni con las Fuerzas Armadas»— y manifestó que los militares debían comprender que «no pueden, no saben ni deben asumir el gobierno del país».
Posteriormente Alberto Laplane integró el Centro de Militares para la Democracia Argentina (CEMIDA), entidad que nucleó a oficiales identificados con una concepción profesional y democrática de las Fuerzas Armadas.

## Fallecimiento
El 18 de junio de 1988 se produjo el deceso Alberto Numa Laplane, quien en ese momento contaba con una edad de sesenta y tres años.